# 大理碎米蕨
大理碎米蕨（学名：Cheilanthes hancockii），为凤尾蕨科碎米蕨属下的一个植物种。生长在杂木林下石上，海拔1400-3000米。模式标本采自云南蒙自。